# Bart Slegers
Pour les articles homonymes, voir Slegers.
 (février 2019).
Si vous disposez d'ouvrages ou d'articles de référence ou si vous connaissez des sites web de qualité traitant du thème abordé ici, merci de compléter l'article en donnant les références utiles à sa vérifiabilité et en les liant à la section « Notes et références ».
Bart Slegers, né le 20 janvier 1964 à Enschede,,, est un acteur néerlandais.

## Filmographie

### Cinéma et téléfilms
- 1989 : Blueberry Hill : Felix Zakowski
- 1994 : Suite 16 : Rudy
- 1995 : Hoogste tijd : Deux rôles (Max et Ariël)
- 1995 : Brylcream Boulevard (nl) : Felix Zakowski
- 1995 : Ons geluk (nl) : Ruben
- 1997 : Veilig rijen : Le conducteur
- 1998 : Thuisfront : Le travailleur
- 1999 : Wooww : Tomas
- 1999 : Heterdaad (nl) : Antoine Rasenberg
- 2000 : Zoenzucht : Le médecin généraliste
- 2002-2003 : Sedes & Belli (nl) : Patrick Coene
- 2003 : De zaak Alzheimer (nl) : Marc Lemmens
- 2004-2006 : Flikken : Tommy Desmit
- 2005 : F.C. De Kampioenen : Etienne
- 2005-2012 : Witse : Trois rôles (Dirk Verbies, Michel De Poorter et Rudi Leyssens)
- 2007 : De scheepsjongens van Bontekoe (nl) : Schele
- 2007-2008 : Thuis : Ludo De Backer
- 2008 : Vermist : L'homme de Anja
- 2008 : Kinderen van Dewindt (nl) : Le joueur de football
- 2008 : Zone Stad (nl) : Dirk
- 2009 : Code 37 : Remco Dooghe
- 2009 : Mega Mindy : Electro
- 2010 : Zwart water (nl) : Geert
- 2011 : Aspe : Danny Ides
- 2014 : Moordvrouw : Frits Klatter
- 2014 : De zonen van Van As (nl) : Mark
- 2015 : Gluckauf : Lei Frissen
- 2015 : De Kroongetuigen (nl) : Le détective
- 2015 : Penoza (nl) : Michel
- 2016 : Heer & Meester (nl) : L'homme VIP
- 2016 : Flikken Rotterdam (nl) : Hero Rademakers
- 2016 : Project Orpheus : Alex, le rechercher
- 2016 : Pensionado : Peter De Reuver
- 2016 : Vigor : Le père
- 2017 : Klem (nl) : Andrea Laarmans
- 2017 : Verloren dochter : L'homme
- 2017 : Centraal Medisch Centrum (nl) : Le détective
- 2018 : FENIX (nl) : Jos Segers
- 2019 : Nocturne : Serge
- 2019 : De Twaalf (nl) : Donald